# Blackhawk (bilmärke)

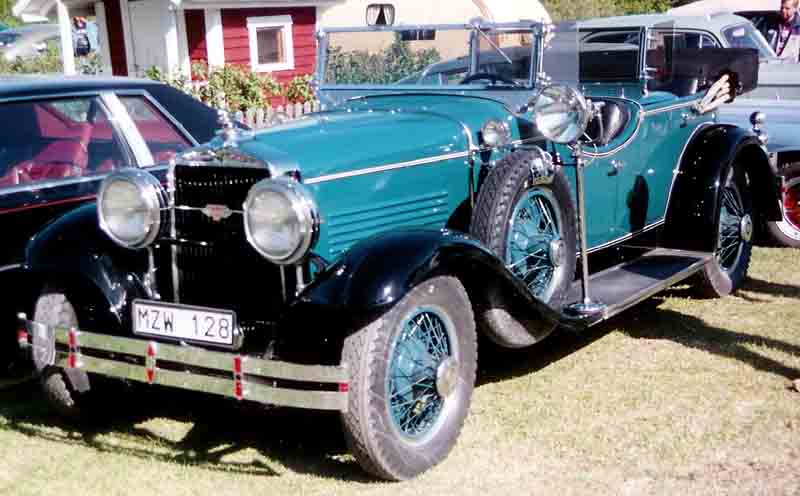
Blackhawk Model L-8 1929

Blackhawk var ett amerikansk bilmärke som tillverkades av Stutz Motor Car Company i Indianapolis mellan 1929 och 1930.